# La Almolda
La Almolda – gmina w Hiszpanii, w prowincji Saragossa, w Aragonii, o powierzchni 131,33 km². W 2011 roku gmina liczyła 611 mieszkańców.